# Sakine Cansiz
Sakine Cansiz (Tuncel, 1958 – Paris, 10 de janeiro de 2013) foi uma ativista curda de nacionalidade turca. Cofundadora do Partido dos Trabalhadores do Curdistão (Partiya Karkerên Kurdistanê, PKK), é considerada como uma de suas figuras mais emblemáticas e a principal representante do movimento de mulheres curdas. Foi também umas das inspiradoras do conceito de jineologia.
Logo após o golpe militar turco de 1980, ela foi presa junto com muitos outros membros do PKK e passou muitos anos na prisão de Diyarbakir, onde 34 presos morreram em decorrência de tortura entre 1981 e 1989 e centenas sofreram ferimentos duradouros. Mesmo sendo constantemente torturada, Cansiz liderou o movimento de protesto curdo no presídio.
Quando foi libertada, ela fugiu para um campo de treinamento do PKK no vale de Bekaa, então sob controle da Síria, e ingressou na luta armada no norte do Iraque sob o comando de Osman Öcalan, irmão mais novo do líder do PKK, Abdullah Öcalan. Foi lá que Cansiz começou a organizar o movimento de mulheres dentro da organização, que representavam um terço das forças armadas do PKK em 1993. Tendo se tornado muito próxima de Abdullah Öcalan, Cansiz foi enviada para a Europa, onde continuou a trabalhar para a organização, tornando-se responsável pelo movimento de mulheres PKK na Europa.
Em 9 de janeiro de 2013, ela foi morta a tiros em Paris, junto com outras duas ativistas curdas, Fidan Doğan e Leyla Soylemez.